# Jardins Proibidos
Jardins Proibidos è una telenovela portoghese, scritta da Manuel Arouca e Tomás Múrias. Venne trasmessa su TVI dall'8 aprile 2000 al 28 febbraio 2001, inizialmente nei fine settimana, visto il successo, passò ad essere trasmessa quotidianamente alle 21, con 157 puntate. Nel 2014 venne prodotto un sequel dallo stesso titolo e con gli stessi autori, ma con la collaborazione di António Barreira, costituì il primo caso di sequel di una telenovela in Portogallo. Il sequel venne trasmesso sempre da TVI dall'8 settembre 2014 al 2 ottobre 2015, con 304 puntate.

## Trama

### Prima Fase
Azeitão, 1985: Emília Ávila (Lurdes Norberto), una matriarca dal pugno di ferro, si deve confrontare con l'amore che sua figlia Clara Ávila (Nuria Madruga / Ana Nave) prova per uno dei suoi lavoratori, Lourenço (Pedro Penim / Almeno Gonçalves). L'amore tra Clara e Lourenço è interrotto dalla dura e decisa Emilia, che licenzia l'operaio senza che lui sapa che Clara è incinta di lui. Sotto pressione della madre, Clara è costretta a portare avanti la propria gravidanza di nascosto, e quando nasce il bambino, lei le dice che è morto. Ma Emilia le mentì e mandò il suo autista, Xavier (Luís Alberto) a portare il neonato in un istituto di carità. Ma Xabier, all'insaputa di Emilia, registra il bambino come suo nipote, figlio di suo figlio Fernando, morto in guerra. Clara si sposa con Jaime (Sérgio Silva), vivendo il dramma di non poter avere altri figli, e Lourenço si trasferisce in Svizzera, dove si rifà una vita.

### Seconda Fase
Lisbona, 2000: Teresa (Vera Kolodzig) è una ragazza esemplare di 15 anni, che vive con i nonni Xabier e Nazaré (Manuela Cassola), che possiedono un piccolo negozio di formaggi. Dopo la morte del nonno, Teresa viene a sapere del segreto di famiglia: che lei è stata adottata e che i suoi veri genitori potrebbe essere ancora vivi, così la sua vita viene destabilizzata, e il cercare i suoi veri genitori diventa la sua priorità. Ma la ricerca di Teresa destabilizzerà e agiterà i nuclei familiari dei suoi veri genitori...

## Sequel

### Prima Fase
2014: Il grande amore di Teresa e Vasco, nato da una profonda amicizia di gioventù, ha superato ogni ostacolo, essendoci tra i due una chimica speciale. Si sono sposati contro la volontà della matriarca Emilia, e, con tutti i rischi di consanguineità, essendo cugini di primo grado, hanno avuto una figlia, Clarinha. Vasco ha sempre appoggiato la carriera di medico di Teresa ed è un padre esemplare molto presente, tanto da sviluppare una grande complicità con la figlia. Invece Teresa sottrae molto tempo alla famiglia per dedicarlo al lavoro e ai colleghi, sentendosi un po' in colpa per la sua assenza. Un matrimonio iniziato con un grande amore diventa una successione di giorni monotoni, senza passione e senza dialogo tra i due: il matrimonio è in crisi.

### Seconda Fase
In questa fase, viene rinnovata la trama con l'aggiunta di nuove storie e di nuovi personaggi. Simão de Jesus (Diogo Infante) è un uomo molto ribelle ma generoso che ha avuto una vita difficile, è figlio illegittimo di Emilia, rubato a solo un giorno di vita, e cresciuto dall'ex domestica Jacinta. Quando nacque, fu dato per morto per polmonite; la perdita di questo figlio fu per Emilia un trauma, tanto da voler rinunciare all'amore e ad ogni tipo di emozione. Jacinta De Jesus (Maria do Céu Guerra) è stata per dieci anni la domestica di casa Avila, tanto che conobbe Emilia da bambina, Molto fedele alla famiglia, è stata incaricata di portare il figlio di Emilia in un istituto di carità del nord. Ma Jacinta non portò il bambino dalle suore Carmelitane, ma lo registrò come proprio figlio di padre sconosciuto, con il nome Simao.
Questi due personaggi destabilizzeranno la vita degli Avila. Dopo la morte di Emilia, il suo testamento porterà una guerra in famiglia, perché Vasco e Lena non sono disposti a dividere i beni e faranno di tutto affinché non avvenga.

### Terza fase
Teresa va a Quinta das Torres su invito dello zio Simao, che vuole conoscere i propri nipoti. Vasco scopre che Lena ha un'amante e ha pianificato il rapimento di Emilia, e quindi decide di divorziare da lei. Lena informa Vasco che deve viaggiare verso il nord con un elicottero per partecipare ad una fiera, lui accetta e vuole portare con sé Clarinha, che però preferisce restare con la madre. L'elicottero subisce un incidente: perde di controllo e si spegne in piena altitudine. Quale sarà il futuro della famiglia Avila e della sua fabbrica di formaggi?

## Cast
- Vera Kolodzig - Teresa Maria Santos/Ávila Miranda
- Lurdes Norberto - Emília Ávila
- Ana Nave - Clara Ávila Dinis
- Almeno Gonçalves - Lourenço Miranda
- Maria João Abreu - Anabela
- Luís Alberto - Xavier Santos
- Irene Cruz - Maria dos Anjos
- Fernanda Serrano - Alexandra Alves (Xana)
- José Raposo - Vicente Morais
- Rita Salema - Júlia (Ju) Magalhães
- Lídia Franco - Virgínia Gomes
- Dalila Carmo - São T. da Silva
- Suzana Borges - Mafalda Ávila Ramos
- Sérgio Silva - Jaime Dinis
- Maria Henrique - Hortense
- Manuela Cassola - Nazaré Santos
- Pedro Granger - Vasco Ávila Ramos
- José Neves - André Cruz
- Rosa Castro André - Rosa Figueiredo
- Nuno Homem de Sá - José Manuel Guedes
- Carlos Rodrigues - Graxas
- Maria d' Aires - Mariana
- Lourdes Lima - Amélia